# Prázdninová škola Lipnice
Prázdninová škola Lipnice je občanské sdružení pořádající kurzy rozvoje osobnosti, užívající metod zážitkové pedagogiky.
PŠL má průkopnické postavení v oblasti zážitkové pedagogiky v Československu a její metodika inspirovala mnoho dalších podobných kurzů a ovlivnila práci dalších výchovných organizací.[zdroj?]

## Historie

### Experimentální období
Začíná počátkem sedmdesátých let aktivitami Allana Gintela a jeho akcemi Pokus pro dvacet, následovaným projekty Prima prázdnin a šesti ročníky projektu Gymnasion. Předmětem zkoumání je takzvaný "intenzivní rekreační režim", kombinující sportovní, umělecké a společenské aktivity. Důraz je kladen na jejich promyšlené propojení a celkovou atmosféru. V roce 1974 jsou formulovány Zásady pořádání experimentálních akcí. To vše v rámci SSM.

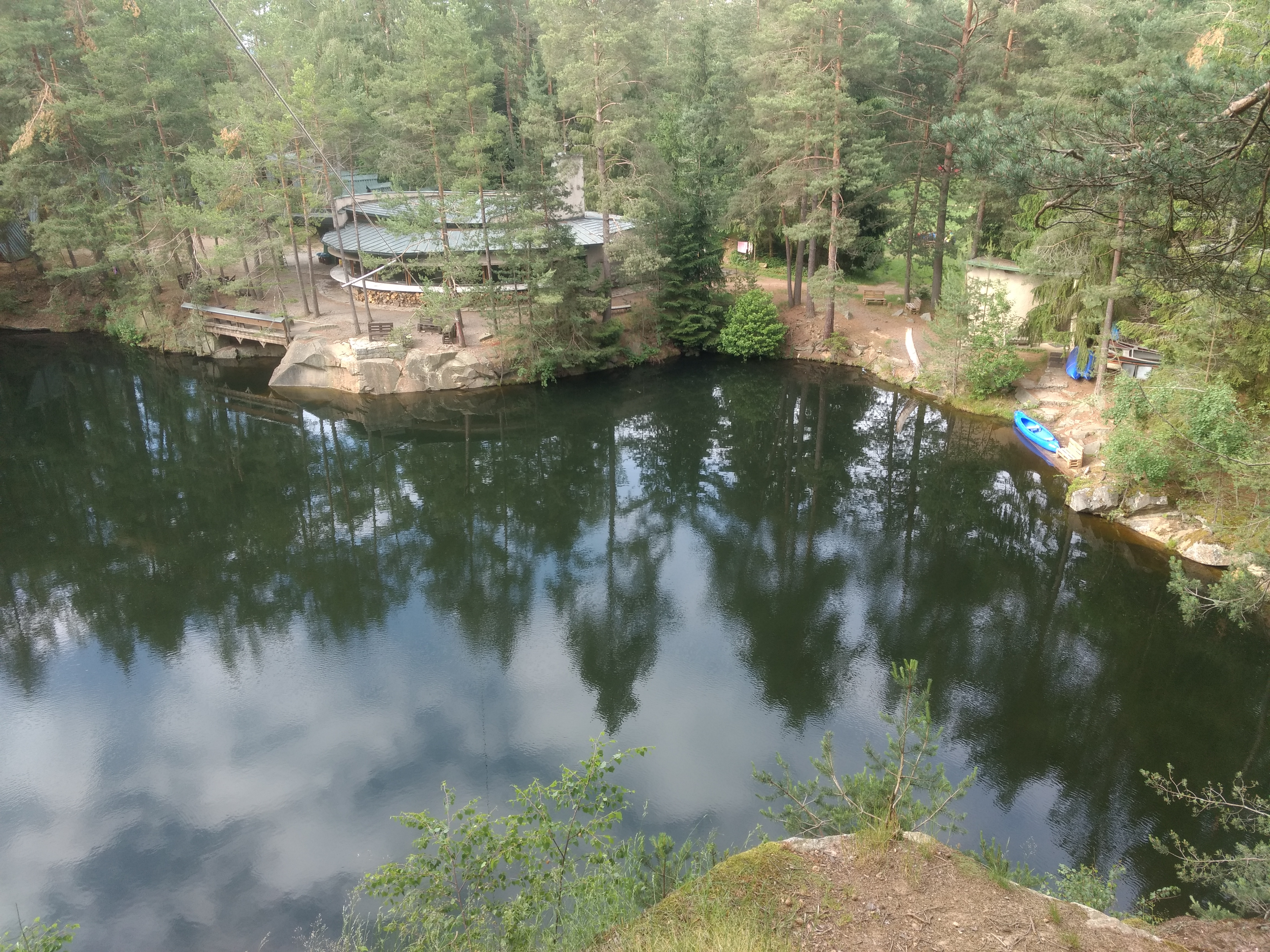
Středisko Na Hřebenech

Od počátku je důležitou složkou programů prostředí střediska Na hřebenech pod Lipnicí nad Sázavou, poskytující klid, kontakt s přírodou a množství přirozených překážek.
Specifické jsou akce vedené Milenou Holcovou a Ondřejem Valsou v druhé polovině sedmdesátých let: Entomologická kalvárie, Pohraniční kalvárie, Humanus a Toulavý autobus, které používají spíše principy Outward Bound.

### Prázdninová škola ČÚV SSM
V březnu 1977 se ve Žďáru nad Sázavou konal seminář SSM věnovaný "moderním formám pobytu v přírodě" po němž následovalo opatření zakládající "Prázdninovou školu" ČÚV SSM pro doškolování svazáků v oblasti moderních forem pobytu v přírodě a pedagogice volného času. PŠ rozvíjí svou metodu a rozšiřuje záběr kurzů na další věkové skupiny.

### Prázdninová škola Lipnice, z. s.
Prázdninová škola Lipnice se ustavila jako občanské sdružení krátce po sametové revoluci. V roce 1991 se PŠL stala členem mezinárodní organizace Outward Bound, roku 1993 založila společnost Outward Bound – Česká cesta s.r.o., nabízející zážitkové kurzy na komerčním základě, především jako služby tzv. teambuildingu pro firemní zákazníky. V důsledku transferu majetku SSM přichází PŠL o středisko Na Hřebenech, jehož vlastníkem se stává Česká tábornická unie. Lipnice však v názvu zůstává.

## Významné akce a projekty
V současné době PŠL nabízí několik stálých projektů (Zdrsem – první pomoc zážitkem, Sborovna, Gymnasion – časopis pro zážitkovou pedagogiku a další). Základním kamenem práce PŠL jsou však autorské kurzy pořádané dobrovolníky. Cílem těchto kurzů je poskytnout účastníkům silný impuls vedoucí především k jejich dalšímu rozvoji a práci na sobě. Jde jak o kurzy letní (Quo Vadis, Tyjo tati, Deja-vu atd.), tak i zimní expediční a pobytové kurzy (Wintertouch, Apalucha, Život je gotickej pes).

### Zdrsem

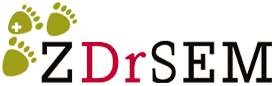
Logo ZDrSemu - vychází z univerzálního postupu první pomoci Tři kroky

ZDrSEM – první pomoc zážitkem je projekt, který vznikl v roce 1996. Po světovém Červeném kříži mají kurzy ZDrSem v ČR nejdelší tradici.
Vychází z poslání PŠL využívat a rozvíjet zážitkovou pedagogiku jako cestu k rozvoji osobnosti člověka. ZDrSem se snaží být metodickým centrem výuky první pomoci a kromě pořádání množství vlastních kurzů (pro cílové skupiny od lékařů, přes školy, rodiče, sportovce, firmy až k široké veřejnosti) pořádá i akreditovaný výcvik budoucích lektorů s názvem Školitel. Jako první v ČR se začal zaměřovat na důkladnější práci se simulovanými situacemi, které jsou následně reflektovány lektory tak, aby si účastník odnesl reálnou život zachraňující dovednost a zejména sebevědomí pro poskytnutí první pomoci i v emočně vypjatých situacích. Důležitá je práce s reálnými prožitky a stresem, který je s první pomocí neoddělitelně spjatý.
Od doby jeho vzniku se v ČR postupně objevuje stále více subjektů, které uznávají výuku zážitkem a více či méně se ZDrSemem inspirují (namátkou např. PrPom, Rescue Training, Vitalus či Jak resuscitovat).
Od roku 2014 není ZDrSEM pod hlavičkou Prázdninové školy Lipnice, ale působí jako samostatný subjekt. Na stejných principech funguje firma PrPom sro.

## Publikace
- Gintel, Allan a kol.: Prázdniny v pohybu. Praha: Mladá fronta, 1980.
- Hora, Petr a kol.: Prázdniny se šlehačkou. Praha: Mladá fronta, 1984.
- Holec, Ota a kol.: Instruktorský slabikář. PŠL, 1994.
- Zapletal, Miloš a kol.: Zlatý fond her. Praha: Mladá fronta, 1990.
- Hrkal, Jan; Hanuš, Radek: Zlatý fond her II. Hry a programy připravené pro kurzy Prázdninové školy Lipnice. Praha: Portál, 2011. ISBN 978-80-7367-923-1
- Zounková, Daniela: Zlatý fond her III. Hry a programy připravené pro kurzy Prázdninové školy Lipnice. Praha: Portál, 2013. ISBN 978-80-262-0394-0
- Hilská, Veronika, ed.: Zlatý fond her IV. Hry a programy připravené pro kurzy Prázdninové školy Lipnice. Praha: Portál, 2013. ISBN 978-80-262-0336-0